# Jean-Michel Maire
Pour les articles homonymes, voir Maire (homonymie).
Jean-Michel Maire, né le 3 novembre 1961 à Nancy, en Meurthe-et-Moselle, est un journaliste et chroniqueur français, de presse et de télévision. Il est connu pour sa participation à l'émission Touche pas à mon poste ! présentée par Cyril Hanouna.
Il est accessoirement comédien au théâtre et a joué dans quelques séries et courts métrages.

## Biographie

### Famille et études
Jean-Michel Maire naît à Nancy le 3 novembre 1961,. Alors qu'il n'a que trois ans, sa famille emménage dans les Vosges après que son père, anesthésiste, a été muté dans une clinique d'Épinal. Il passera toute son enfance dans cette ville avant de repartir à Nancy faire des études de maîtrise en communication.

### Carrière
Jean-Michel Maire commence sa carrière à l'Est républicain à Nancy. Il rencontre dans un salon à Paris celle qui deviendra sa première femme, une hôtesse pour les cigarettes Gauloises Blondes et décide de ne pas rentrer en Meurthe-et-Moselle. Il entre chez France-Soir en tant que chroniqueur judiciaire et devient journaliste politique puis correspondant de guerre en Bosnie notamment. Il rejoint ensuite la rédaction du Figaro où il dirige durant dix ans le service radio/télévision.
Chroniqueur, il participe à partir de 2005 à Telle est ma télé, une émission sur l'actualité des médias diffusée sur TPS Star présentée par Julie Raynaud puis par Matthias Gurtler. C'est lors du dernier numéro de l'émission  que Cyril Hanouna, alors invité, lui propose de passer le casting d'une émission  sur les médias (future Touche pas à mon poste !) qu'il compte créer sur France 4[réf. nécessaire].
En 2008, il fait partie du jury des Hot d'or.
À partir du 1er avril 2010, il fait partie de l'équipe des chroniqueurs de Touche pas à mon poste ! présentée par Cyril Hanouna (sur France 4 d'avril 2010 à mai 2012, transférée sur D8 en octobre 2012 devenue C8 en septembre 2016).
Le 12 janvier 2014, il est membre du jury de Miss Prestige National, le concours de Miss créé et organisé par Geneviève de Fontenay (présidente d'honneur), diffusée cette année-là sur la chaîne régionale 8 Mont-Blanc. La même année, il figure dans une publicité pour une marque de cigarette électronique.
En avril 2014, il rejoint Virgin Radio et Énora Malagré en tant que coanimateur de l'émission Énora le soir de 21 h à 23 h. L'émission a été arrêtée par la suite, faute d'audiences suffisantes.
En 2016, il fait une apparition dans la troisième saison de la série télévisée À votre service de Florian Hessique.
En 2015-2016, il joue dans un film luttant contre la mucoviscidose au côté du chanteur et producteur Matthieu Johan (demi-finaliste de la quatrième saison de Star Academy face à Grégory Lemarchal). Il joue le rôle d'un homme aidant un jeune garçon à conquérir le cœur d'une jeune fille atteinte de cette maladie.
En 2016, il présente pour la première fois un numéro de Touche pas à mon poste !. Après cette première réussie, Cyril Hanouna lui fait à nouveau confiance en lui attribuant la présentation de l'émission du vendredi en remplacement de Julien Courbet, et de la quotidienne du 9 juin 2017 (à la place de Benjamin Castaldi, « joker » depuis avril 2017). Depuis janvier 2018, il s'improvise « sniper officiel » de l'émission pour concurrencer avec humour Jean-Luc Lemoine.
En avril 2017, Jean-Michel Maire est, l'un des invités, le temps d'un épisode de l'émission de téléréalité Les Anges sur NRJ 12 (saison 9 intitulée Back to Paradise).
Le 6 septembre 2017, il anime un numéro de l'émission de dating TPMP, le jeu : C'est que de l'amour ! à 17 h 45 prenant le relais de Cyril Hanouna. Il est remplacé le lendemain par Benjamin Castaldi avant l'arrêt de l'émission en raison d'une baisse significative de l'audience.
En 2018, il apparaît dans le clip de Pourquoi du rappeur Alrima avec la participation d'Agathe Auproux et Déborah Tordjman. Sont présents à ses côtés le chroniqueur Maxime Guény, le vigile Mokhtar Guétari et Kelly Vedovelli, tous membres de TPMP comme Agathe Auproux (chroniqueuse) et Déborah Tordjman (assistante de Jean-Luc Lemoine et membre de la production).
En mars 2018, il devient comédien dans la pièce de théâtre Le Réveillon d'Olivier Sir John aux côtés de Patrick Vesselier. Ils interprètent deux employés d'une entreprise d'espadrilles, licenciés par leur patron et qui décident de séquestrer la femme de ce dernier le soir de Noël.
En 2020, il fait une apparition dans la série Validé de Franck Gastambide, avec toute l'équipe de #TPMP.
Le 22 septembre 2021, il annonce sur Télé Star Play, dans l'émission L'instant de Luxe, qu'il quitte TPMP après plus de 10 ans de présence en tant que chroniqueur. Il aimerait partir en Thaïlande ouvrir un bar et animer un concours de beauté avec la candidate de télé-réalité Milla Jasmine (Miss Esthétique France). Le jour même, il clarifie son propos et déclare « rester dans TPMP » mais qu'il pourrait se décider « dans deux mois comme dans six mois ». Il revient finalement dans l'émission en septembre 2022 jusqu'a la fermeture de la chaine et s'installera en Thaïlande depuis juillet 2025.
En 2022, il participe comme candidat à Un dîner presque parfait diffusé sur W9, lors d'une semaine se déroulant au Cap d'Agde.

### Vie privée
Il se qualifie lui-même comme un grand séducteur et a affirmé avoir eu 1 042 conquêtes au cours de sa vie (en 2018). Divorcé, il a deux enfants : une fille et un garçon.

## Affaires judiciaires

### Arrestation pour conduite en état d'ivresse
Le 13 juin 2013, peu avant 8 heures du matin, Jean-Michel Maire se fait arrêter au guidon de son scooter par les forces de l'ordre car la plaque du véhicule est sale. Cependant, le chroniqueur était ivre : 1,01 gramme d'alcool dans le sang. Il a été placé en cellule de dégrisement avant de repartir et précise que les policiers ont été gentils avec lui car ils sont fans de l'émission Touche pas à mon poste !.

### Garde à vue pour une affaire de trafic de cocaïne
Le 8 novembre 2016, Jean-Michel Maire est placé en garde à vue pendant dix heures par la Brigade des stupéfiants dans le cadre d'une enquête débutée en 2014 portant sur l'un de ses amis qui avait plusieurs activités dont celle de trafiquant de cocaïne. Le chroniqueur a révélé ne rien savoir des activités de cet ami. Il révèle qu'il a déjà consommé de la cocaïne mais qu'il a arrêté depuis longtemps avec l'aide d'un hypnotiseur.

## Polémiques

### Geste déplacé sur TPMP
Le journaliste est au cœur d'une polémique en octobre 2016, à l'occasion du programme Les 35 h de Baba, dans l'émission de nuit TPMP les paris sont lancés de Cyril Hanouna sur C8. En effet, il donne par surprise un baiser dans le decolleté d'une figurante, Soraya Riffy, qui jouait le rôle de Kim Kardashian lors d'une épreuve physique. Deux cent cinquante personnes ont signalé cette scène au CSA comme une « agression sexuelle » et une « incitation au viol ». Parmi eux, des téléspectateurs, des détracteurs d'Hanouna et de TPMP mais aussi la ministre des Droits des Femmes Laurence Rossignol, choqués par l'attitude de Jean-Michel Maire, connu pour son addiction au sexe et aux jolies filles. Le lendemain, le chroniqueur se dit abasourdi par la polémique, ayant présenté ses excuses puis sympathisé avec la comédienne. Cette dernière réagit sur Facebook en demandant aux médias et aux détracteurs d'« arrêter d'accabler Jean-Michel Maire ». Elle indique cependant, dans une conversation téléphonique transmise en direct dans l'émission Mad Mag, qu'elle estime le geste déplacé et non professionnel. Début 2018 elle finit par porter plainte ce qui amènera le chroniqueur à être entendu par la police le 26 mars 2018.

### Exhibitionnisme sur le plateau de TPMP
Le 19 avril 2017, le chroniqueur tente un défi de corde à sauter sur le plateau de Touche pas à mon poste !. Déguisé en nain de Blanche-Neige, il perd son pantalon et dévoile ses parties intimes en direct. En effet, il a plusieurs fois dit dans l'émission qu'il ne porte jamais de sous-vêtements. Si la séquence provoque l'hilarité générale sur le plateau, certains téléspectateurs le signalent alors au CSA pour exhibitionnisme.

## Œuvres

### Publications
- La Vie dans les palaces parisiens avec les photographies de Gilles André et de Carlos Sardi, éditions La Sirène, 1995  (ISBN 978-2840452065).
- Le Bébé illustré de A à Z avec Constance Gournay et les illustrations de Monsieur B., éditions La Source, 1997 (rééd. 1999, 2004)  (ISBN 978-2884610254).
- Gentleman Lover : Comment draguer sans importuner, éditions Hugo Image, 2018[25].
- (avec Fabien Delettres et Boris Golzio) Encyclopédie imbécile de la drague, CASA, Illustrated édition, 2020.
- Mémoires d'un looser heureux, Indépendant, 2022.

## Filmographie
- 2016 : À votre service, série de Florian Hessique : un client
- 2016 : Baisse pas les bras, film de Mathieu Grillon : Patrick
- 2020 :  Validé, série de Franck Gastambide : lui-même (dans l'équipe de TPMP)
- 2022 : Nympho, court métrage d'Alain Inizan

## Théâtre
- 2018 : Le Réveillon d'Olivier Sir John avec Patrick Vesselier et Vanessa Fery